# ۴۳۵ (پیش از میلاد)
۴۳۵ (پیش از میلاد) ۴۳۵مین سال قبل از تقویم میلادی است.